# Хадис Джибриля

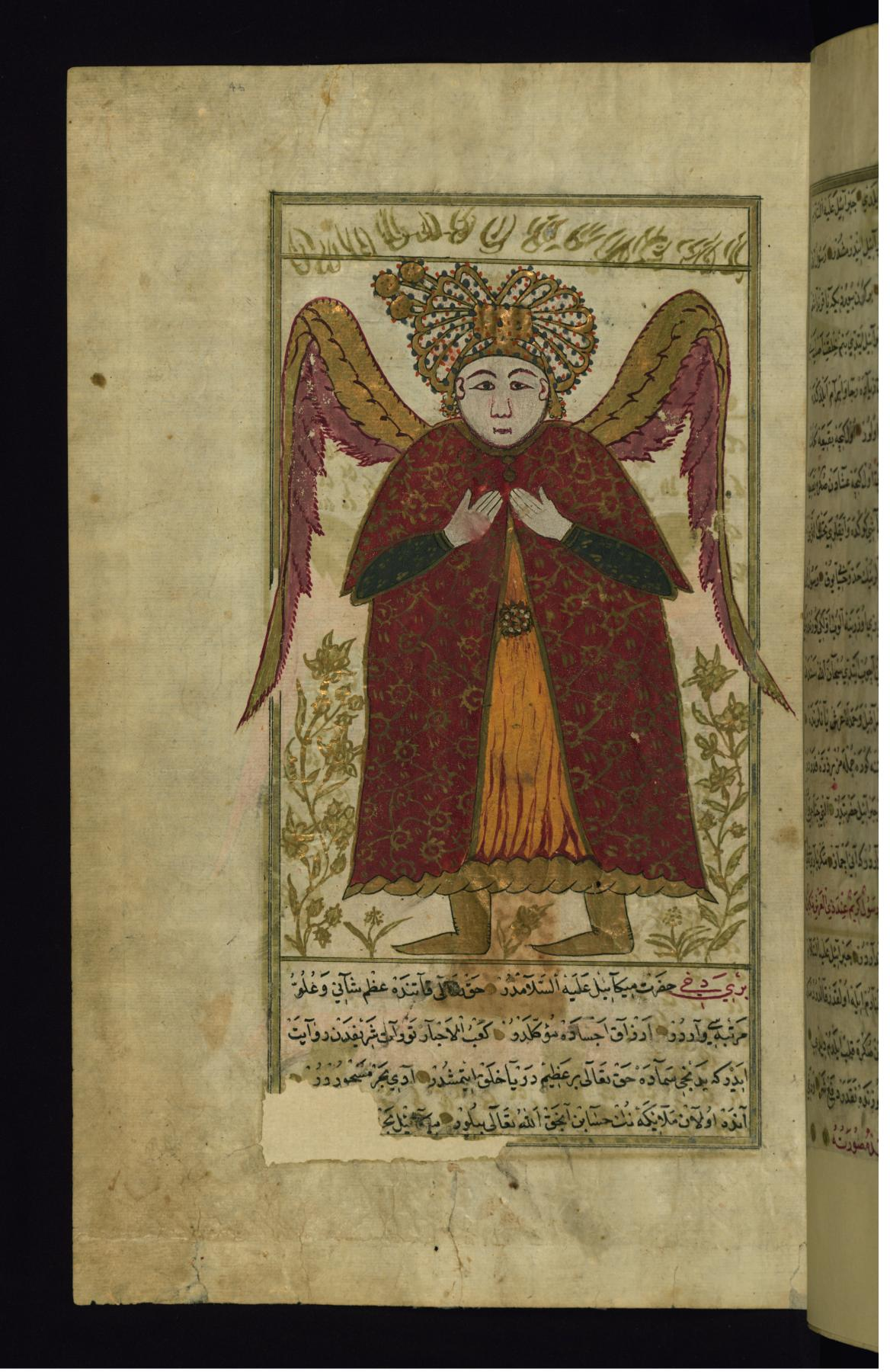
Джибриль на османской миниатюре 1717 года (иллюстрация к «Аджаиб аль-махлукат» Закарии аль-Казвини).

Хади́с Джибри́ля (Джабраи́ла) (араб. حديث جبريل, حديث جبرائيل‎) — предание (хадис) о пророке Мухаммеде, имеющее огромное значение для ислама в целом, в котором описывается встреча Мухаммеда с ангелом Джибрилем (Джабраил, архангел Гавриил). Хадис передаётся Ибн Умаром со слов его отца Умара ибн аль-Хаттаба и содержится в сборнике «Сахих» Муслима ибн аль-Хаджжаджа. Практически идентичный по содержанию хадис со слов Абу Хурайры содержится в «Сахихе» аль-Бухари.
Хадис Джибриля часто цитируется в исламской литературе, существует множество различных его толкований. Хадис был включён имамом ан-Навави в сборник «40 хадисов», также используется в трактате Ибн Абд аль-Ваххаба «Три основы и их доказательства».

## Содержание хадиса

### Основной текст
Хадис является рассказом Умара ибн аль-Хаттаба о том, что однажды, когда пророк Мухаммед находился в обществе своих сподвижников, к ним откуда ни возьмись подошёл человек с очень тёмными волосами, облачённый в ослепительно белые одежды, затем сел вплотную к Мухаммеду и последовательно спросил об исламе, имане, ихсане, о Судном дне и его признаках. Мухаммед отвечает на все вопросы, кроме вопроса о Судном дне, ибо, по его словам, он знает не больше того, что знает об этом спрашивающий. После каждого ответа спрашивающий подтверждает истинность сказанного Мухаммедом, и это удивляет Умара. Задав все вопросы, незнакомец уходит, и спустя некоторое время Мухаммед сообщает Умару ибн аль-Хаттабу, что это был ангел Джибриль, явившийся, чтобы обучить их религии (дин).

### Иснад
Полная цепь (иснад) передатчиков (рави) этого хадиса выглядит так: Муслим ибн аль-Хаджжадж (ум. 875) от Абу Хайсамы Зухайра ибн Харба (ум. 848), тот от Ваки ибн аль-Джарраха (ум. 813), тот от Кахмаса ибн аль-Хасана (ум. 766), тот от Абдуллаха ибн Бурайды (ум. 733), тот от Яхьи ибн Ямара (ум. 700-е), тот от Ибн Умара (ум. 693), а тот, в свою очередь, от Умара ибн аль-Хаттаба (ум. 644). Басриец Яхья ибн Ямар вместе с Хумайдом ибн Абдуррахманом аль-Химйари однажды отправились в хадж (или умру) с намерением спросить у сподвижников пророка Мухаммеда о тех вещах, которые говорил Мабад аль-Джухани и другие кадариты о предопределении. Они встретили Ибн Умара, входящего в мечеть, ухватились за обе его руки, и Яхья задал вопрос о кадаритском учении. Ибн Умар отрёкся от кадаритов и сообщил хадис, услышанный от отца, в котором вера в предопределение была названа частью веры.
Текст и иснад хадиса Джибриля в «Муснаде» Ахмада ибн Ханбаля практически совпадает с версией, изложенной Муслимом ибн аль-Хаджжаджем, за исключением того, что от Кахмаса ибн аль-Хасана его передаёт Мухаммад ибн Джафар аль-Хузали и Язид ибн Харун (а не Ваки ибн аль-Джаррах, как в «Сахихе Муслима»).
Также существует более короткая версия хадиса в передаче Абу Хурайры, которая содержится в «Сахихе» аль-Бухари. Иснад хадиса выглядит так: аль-Бухари от Мусаддада ибн Мусархада, тот от Ибн Улайи, тот от Абу Хайяна ат-Тайми, тот от Абу Зуры ибн Амра, а тот, в свою очередь, от Абу Хурайры.

## Значение
Мусульмане считают хадис Джибриля одним из самых важных высказываний об исламской вере и деяниях. Множество богословов считает этот хадис определяющим для исламского вероубеждения (акида). Ан-Навави, ссылаясь на Кади Ийяда, назвал этот хадис «основой ислама», в котором понятия «ислам», «иман» и «ихсан» названы «религией» (дин). Хоть и хадис и не является полным эквивалентом Корана, который считается словом Бога, высокий статус ему обеспечивает то, что его проверил на верность ангел Джибриль.
Из вопросов и ответов, содержащихся в хадисе, становятся понятны три основные составляющие религии ислам — «покорность» (ислам), «вера» (иман) и «творение прекрасного» (ихсан). Они же являются тремя постоянными темами, которые излагаются в Коране, хоть и не объясняются таким же чётким и лаконичным способом, как в данном хадисе.
Важным аспектом хадиса Джибриля является то, что в нём деяния и вера не противопоставлены друг другу, наоборот, дела являются тем, что определяет веру. Это служит напоминанием о том, что ислам — это не только набор убеждений, но и действия, которые раскрывают внутренние убеждения верующего. Практико-ориентированный взгляд на ислам в целом характерен для хадисов.

## Комментарии к хадису
Хадис Джибриля, наряду с другими хадисами, подробно разбирается в комментариях к сборнику Муслима ибн аль-Хаджжаджа, число которых превышает один десяток. Одним из авторов комментариев к «Сахиху» является ан-Навави с многотомным трудом «аль-Минхадж».
Ниже приведён список книг, которые посвящены только хадису Джибриля:
- Салам А. Введение в понимание основ призыва: Хадис Джибриля = مقدمة في فقه أصول الدعوة: شرح حديث جبريل (الاسلام والايمان والاحسان). — Дар Ибн Хазм, 1990.
- Аллуш А. б. М. Комментарий к хадису Джибриля = شرح حديث جبريل. — Тайиба, 2007. — 168 с.
- Аль-Алави аль-Хусейни Т. Благородный подарок: О некоторых значениях хадиса Джибриля = اتحاف النبيل فى بعض معانى حديث جبريل. — 1831.
- Ибн Таймия. Комментарий к хадису Джибриля об исламе, имане и ихсане = شرح حديث جبريل في الإسلام والإيمان والإحسان، المعروف باسم كتاب الإيمان الأوسط. — Дар Ибн аль-Джаузи, 2002. — 680 с.
- Аль-Хусейни З. Комментарий к хадису Джибриля = شرح حديث جبريل: المسمى هداية الطالبين في بيان مهمات الدين، الاسلام، الايمان، الاحسان. — Дар аль-илм ва-д-да’ва, 2004.